# Adoxophyes dubia
Adoxophyes dubia es una especie de polilla del género Adoxophyes, tribu Archipini, subfamilia Tortricinae.

## Distribución
Se distribuye por Japón.

## Taxonomía
Fue descrita por Yasuda en 1998 y publicada en Transactions of the Lepidopterological Society of Japan 49: 167.